# Eugen Lüthgen
G. Eugen Lüthgen (* 17. April 1882 in Ruhrort; † 13. November 1946 in Witzenhausen) war ein deutscher Kunsthistoriker.

## Leben
Eugen Lüthgen besuchte in Köln die Oberrealschule und das Friedrich-Wilhelm-Gymnasium. Ab dem Sommersemester 1903 begann er ein Studium an der Universität Bonn, später in Berlin und Heidelberg. Er studierte breit, aber insbesondere Jura, ab dem Sommersemester 1905 jedoch ausschließlich Kunstgeschichte in Heidelberg. Ab dem Wintersemester 1905 studierte er an der Universität München, wo er am 7. März 1907 bei Berthold Riehl  zum Dr. phil. promoviert wurde. Ab dem Wintersemester 1907 studierte er Jura in Bonn. Am 18. Oktober 1909 wurde er an der Universität Heidelberg bei Karl Heinsheimer  mit einer Arbeit zum Vervielfältigungsverbot im Kunstschutzgesetz zum Dr. jur. promoviert.
Danach war er am Kölner Kunstgewerbemuseum tätig. 1914 wurde er an der Kölner Handelshochschule habilitiert und lehrte dort als Privatdozent bis zu deren Auflösung 1919. 1918/19 wurde an die Universität Bonn umhabilitiert, wo er zunächst als Privatdozent, später als außerordentlicher Professor Kunstgeschichte lehrte.
Anlässlich der nationalsozialistischen Bücherverbrennung auf dem Bonner Marktplatz am 10. Mai 1933 hielt er neben Hans Naumann eine der beiden Reden.
1937 wurde er als außerordentlicher Professor an der Universität Münster versetzt, wo er bis 1944 lehrte.

## Veröffentlichungen (Auswahl)
- Die Holzplastik der Spätgotik im Gebiete zwischen Inn und Salzach. Eine entwicklungsgeschichtliche Studie. Junge, Erlangen 1907 (Dissertation phil., mit Lebenslauf; Digitalisat).
- Die Ausnahme von dem Vervielfältigungsverbote im Kunstschutzgesetze vom 9. Januar 1907. Ein Beitrag zur Lehre vom Urheberrecht. Bonn 1908 (Dissertation jur., mit Lebenslauf; Digitalisat).
- Deutsches Steinzeug. Behandelt im Anschluss an den Wettbewerb für Studentenkunst Stuttgart 1909.  M. DuMont-Schauberg, Köln 1909.
- mit August Boerner, Joseph Feinhals, Philip Nottbrock: Der Tabak in Kunst und Kultur. M. Dumont Schauberg, Köln 1911 (Digitalisat).
- Belgische Baudenkmäler. Insel-Verlag, Leipzig 1915.
- Werbemittel für Tabakwaren. In: Das Plakat, Jg. 7 (1916), Heft 5/6, S. 222–235 (Digitalisat).
- Die niederrheinische Plastik von der Gothik bis zur Renaissance. Ein entwicklungsgeschichtlicher Versuch. Heitz, Straßburg 1917.
- Die Aufgaben der Kunst und des kunstgeschichtlichen Hochschul-Unterrichts. Reformvorschläge. K. Schroeder, Bonn/Leipzig 1919.
- Die abendländische Kunst des 15. Jahrhunderts. K. Schroeder, Bonn/Leipzig 1920.
- Gotische Plastik in den Rheinlanden. F. Cohen, Bonn 1921 (Digitalisat).
- Rheinische Kunst des Mittelalters aus Kölner Privatbesitz. K. Schroeder, Bonn/Leipzig 1921.
- Romanische Plastik in Deutschland. K. Schroeder, Bonn/Leipzig 1923 (Digitalisat).
- Arch. B.D.A. Fritz Fuss (Neue Werkkunst). Hübsch, Berlin 1927.
- mit Hans Naumann: Kampf wider den undeutschen Geist. Reden, gehalten bei der von der Bonner Studentenschaft veranstalteten Kundgebung wider den undeutschen Geist auf dem Marktplatz zu Bonn am 10. Mai 1933 (= Bonner akademische Reden Heft 17). Bonner Universitäts-Buchdruckerei, Bonn 1933 (Digitalisat).